# Sminthopsis youngsoni
Sminthopsis youngsoni — вид родини сумчастих хижаків, поширений у посушливих районах штатів Західна Австралія, Північна територія, верхньому краю Південної Австралії і в Квінсленді на піщаних рівнинах і дюнах, між дюнами, на купинних і пагорбових луках й у відкритих чагарниках. Самиці народжують до п'яти чи шести малят. Вага: 8.5—12 грамів.

## Етимологія
Вид названий на честь В. К. Йоунґсона (англ. W. K. Youngson), зоолога в Музеї Західної Австралії. Починаючи з 1970-их він написав ряд статей, таких як "The Islands of the North-west Kimberley, Western Australia" (1978) у співавторстві з МакКензі, Бурбіджем і Чапманом.

## Загрози та охорона
Немає серйозних загроз, хоча вид підлягає хижацтву з боку котів. Також великі пожежі є локалізованими загрозами. Зареєстрований у багатьох природоохоронних областях, зокрема це Національний Парк Карламіл'ї та Національний парк Улуру-Ката Тьюта.